# Mario Kummer
Mario Kummer (Suhl, Turíngia, 6 de maig de 1962) és un ciclista alemany, ja retirat, que fou professional entre 1990 i 1997. Anteriorment, com a ciclista amateur, competí per la República Democràtica Alemanya. En el seu palmarès destaquen una medalla d'or als Jocs Olímpics de Seül de 1988 en la modalitat de contrarellotge per equips i els Campionats del món en contrarellotge per equips de 1981 i 1989.
Un cop retirat, el 1998, i fins al 2007, es va dedicar a la direcció d'equips, primer del T-Mobile i posteriorment de l'Astana. Una vegada retirat va treballar al centre de serveis SRM a Lucca, Itàlia i a l'Uvex Sports Group com a gerent de producte i com a cap de l'àrea de negocis de ciclisme.

## Palmarès
- 1981
  -  Campió del món en contrarellotge per equips (amb Falk Boden, Bernd Drogan i Olaf Ludwig)
  - 1r a la Rund um die Hainleite
- 1982
  - Vencedor de 3 etapes de la Volta a la RDA
- 1983
  - Vencedor d'una etapa de la Volta a Eslovàquia
  - Vencedor de 2 etapes del Gran Premi de Torres Vedras
- 1984
  - Medalla d'or als Jocs de l'Amistat en contrarellotge per equips (amb Falk Boden, Uwe Ampler i Bernd Drogan)
  - 1r al Tour de Normandia
  - 1r al Tour de l'Hainaut Occidental i vencedor d'una etapa
- 1985
  - Vencedor d'una etapa de la Volta a la RDA
  - Vencedor d'una etapa al Tour de l'Hainaut Occidental
- 1986
  - 1r a la Rund um die Hainleite
  - Vencedor d'una etapa de la Volta a la RDA
- 1987
  - 1r a la Volta a Renània-Palatinat
  - 1r al Tour de l'Hainaut Occidental i vencedor d'una etapa
- 1988
  -  Medalla d'or als Jocs Olímpics de Seül en Contrarellotge per equips, (Jan Schur, Uwe Ampler i Maik Landsmann)
- 1989
  -  Campió del món en contrarellotge per equips (amb Falk Boden, Maik Landsmann i Jan Schur)
  - 1r al Gran Premi de Waregem
- 1991
  - Vencedor d'una etapa del Giro de la Pulla
- 1996
  - 1r a la Rund um die Hainleite

### Resultats al Tour de França
- 1990. 88è de la classificació general
- 1992. 78è de la classificació general
- 1993. 111è de la classificació general
- 1994. 97è de la classificació general
- 1996. No surt (2a etapa)

### Resultats a la Volta a Espanya
- 1990. 92è de la classificació general
- 1991. 103è de la classificació general
- 1995. 107è de la classificació general
- 1996. 84è de la classificació general

### Resultats al Giro d'Itàlia
- 1991. 77è de la classificació general
- 1993. 67è de la classificació general
- 1994. Abandona
- 1995. 105è de la classificació general